# Ibbrigheim

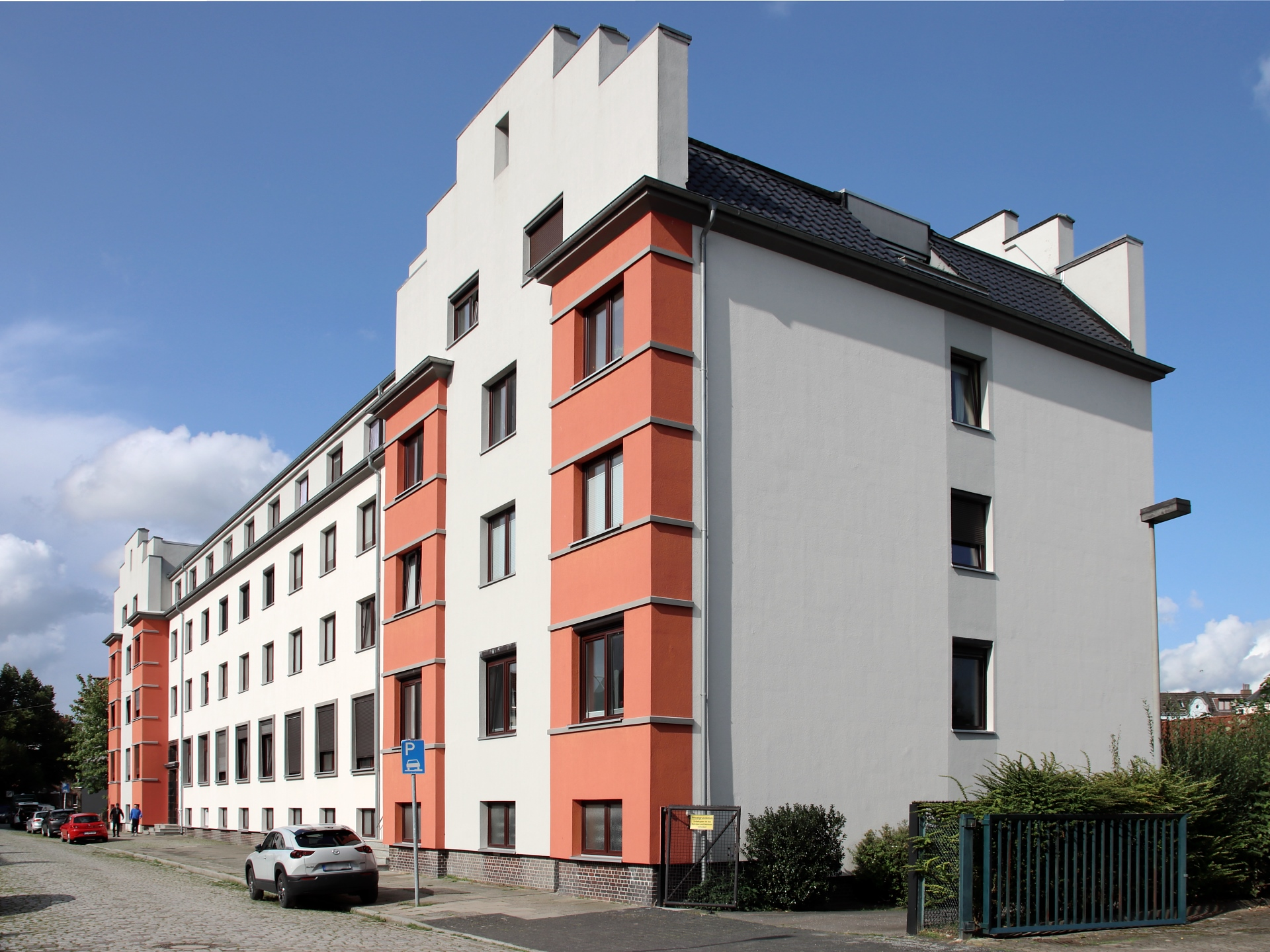
Ibbrigheim (2023)

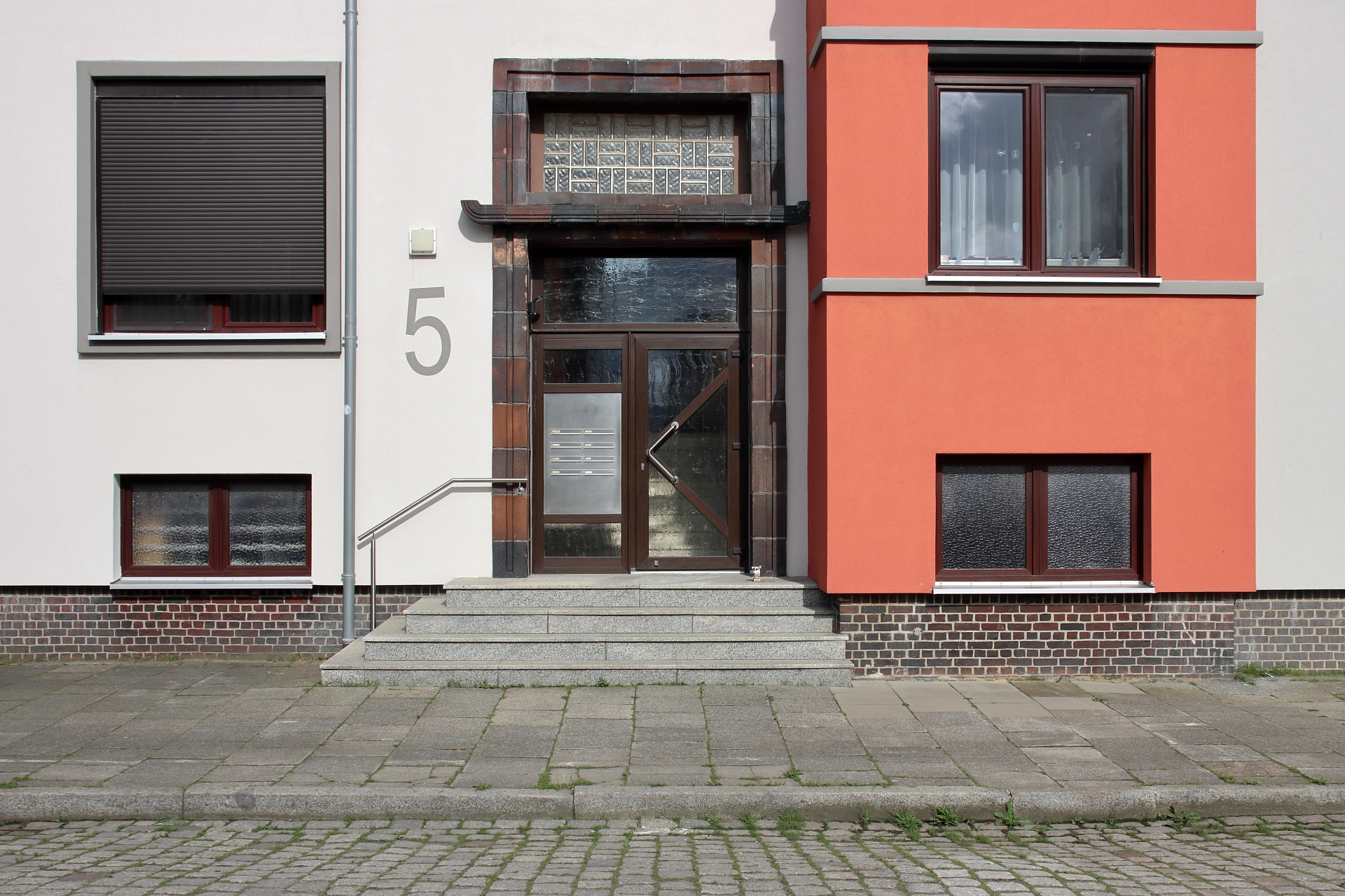
Ibbrigheim, Eingangsbereich Ibbrigstraße 5 (2023)

Ibbrigheim war ein Frauenheim bzw. Frauenlager in Wesermünde im Stadtteil Geestemünde, Ibbrigstraße 3–5 und ist ein Wohnhaus in Bremerhaven.

## Geschichte
1929/30 wurden unter Beteiligung der Fischwirtschaft 248 Schlafplätze für ledige Arbeiterinnen in der Fischindustrie im Ibbrigheim für Frauen von der Stadt Wesermünde gebaut, um Saisonkräfte für den Fischereihafen beherbergen zu können. Das fünfgeschossige Gebäude hat zwei seitliche Treppengiebel. Die Frauen kamen vorwiegend aus dem Raum Ruhrgebiet und Hannover. Das Haus hatte sich angesichts der Weltwirtschaftskrise nicht gerechnet und es wurden bald danach Mietwohnungen eingebaut.
Zur Zeit des Nationalsozialismus in Bremerhaven gab es seit 1943 das Frauenlager Ibbrigheim. Hier wurden polnische und kroatische Zwangsarbeiterinnen untergebracht, die in der Fischwirtschaft arbeiten mussten. Im September 1944 kamen bei einem Bombenvolltreffer auf eine Baracke alle Kinder der Frauen um. 
Seit 1947 wohnten wieder Fischarbeiterinnen, zumeist Flüchtlinge, im Gebäude. Durch den Aufschwung der Fischindustrie in Bremerhaven wurden auch spanische, griechische und portugiesische Frauen angeworben und später Gastarbeiterinnen aus der Türkei oder Jugoslawien. Die Arbeitsverträge wurden in der Regel für die Dauer von neun Monaten abgeschlossen; Arbeiterinnen als „Konjunkturpuffer“. Tatsächlich arbeiteten die Frauen dann aber zumeist für einen längeren Zeitraum bei Firmen wie u. a. die Nordsee Deutsche Hochseefischerei GmbH. Die Frauen lebten im Heim zusammen und teilten Küche und Dusche.
Nach dem Niedergang der Fischwirtschaft in Bremerhaven war das Haus ein Ledigenheim für junge Mädchen.
Das Gebäude wurde umgebaut und saniert und beherbergt heute Miet- und Eigentumswohnungen.